# Sebastià Gasch
Sebastià Gasch i Carreras (Barcelone, 1897 - 1980) est un critique d'art catalan.

## Biographie
Sebastià Gasch quitte l'école à seize ans et travaille dans une entreprise de commerce. Il devient bibliothécaire du cercle artistique de Saint-Luc où il rencontre le peintre Joan Miró. Il rejoint le groupe barcelonais des Évolutionnistes et en 1925 il commence à publier des critiques d'art dans la Gazette des arts, D'ici à là et l'Ami des arts, où il promeut les idées artistiques de Le Corbusier, de Jean Arp et de l'avant-gardisme français.
En 1928, il signe avec Salvador Dalí et Lluís Montanyà i Angelet El Manifest groc (Le Manifeste jaune), et en 1929 il publie avec Montanyà et Guillem Díaz-Plaja i Contestí l'unique numéro de la revue Les Feuilles jaunes qui déchaîne de violentes critiques. Il laisse ensuite la critique d'art et collabore comme critique de music-hall a La Publicitat et au Mirador ainsi que comme critique de cinéma dans le journal L'Opinion. Il maintient une correspondance avec Federico García Lorca.
Après la guerre civile espagnole, il émigre à Paris jusqu'en 1942 où il rejoint Barcelone et collabore à la revue Destin à partir de 1946. Le Foment des Arts et du Design crée en son honneur le Prix Sebastià Gasch d'Art parathéâtral en 1976.
Le fonds personnel de Sebastià Gasch est conservé à la Biblioteca de Catalunya depuis 2016.

## Œuvres
- La Peinture catalane, 1938
- La Danse, 1946
- Le Cirque et ses figures, 1946
- L'Expansion de l'art catalan dans le monde, 1953
- Paris 1940, 1956
- Barcelone la nuit, 1957
- Les Nuits de Barcelone, 1969
- Le Moulin. Mémoires d'un santon, 1972